# Iconostasi bizantine in Italia

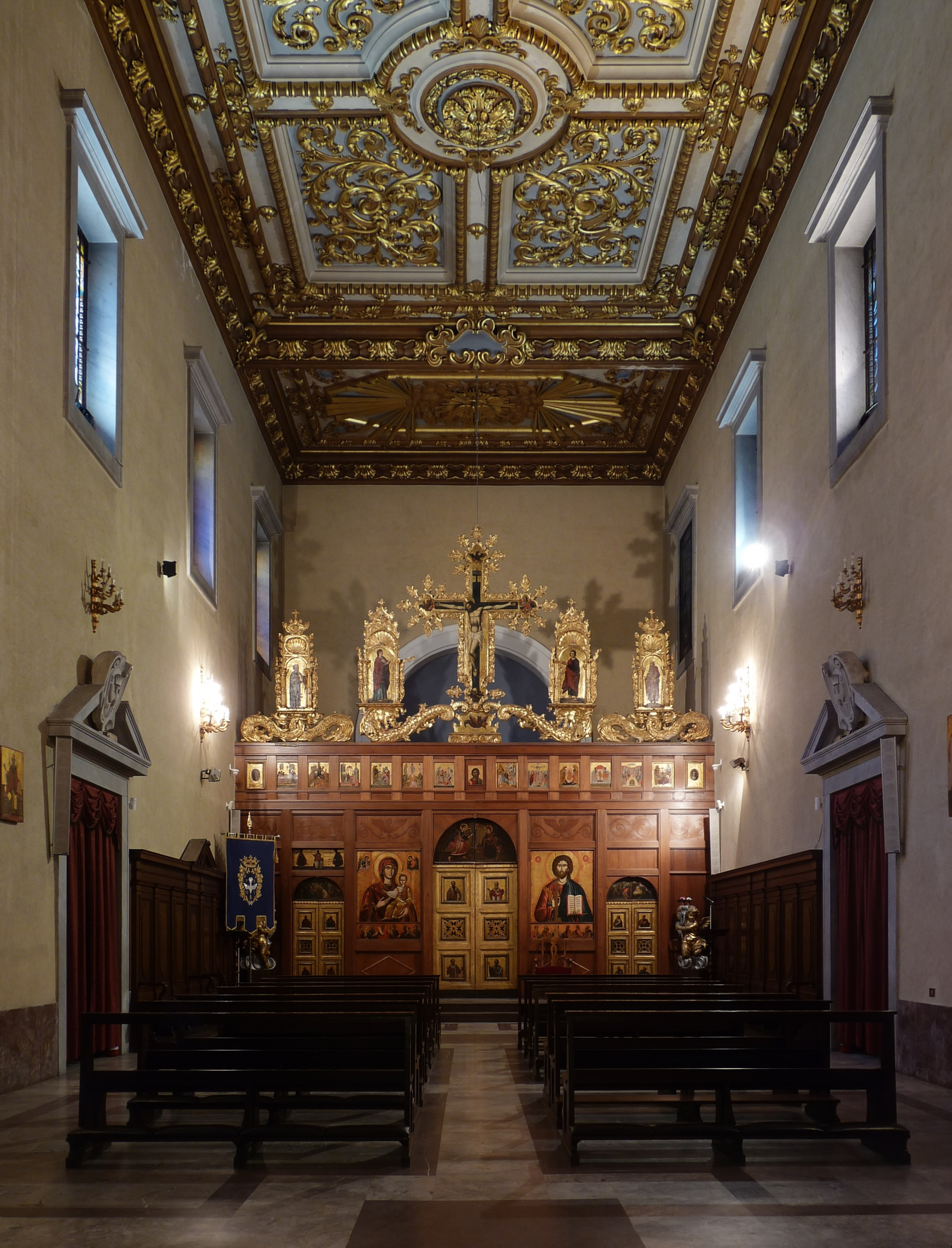
Iconostasi della chiesa della Santissima Annunziata di Livorno

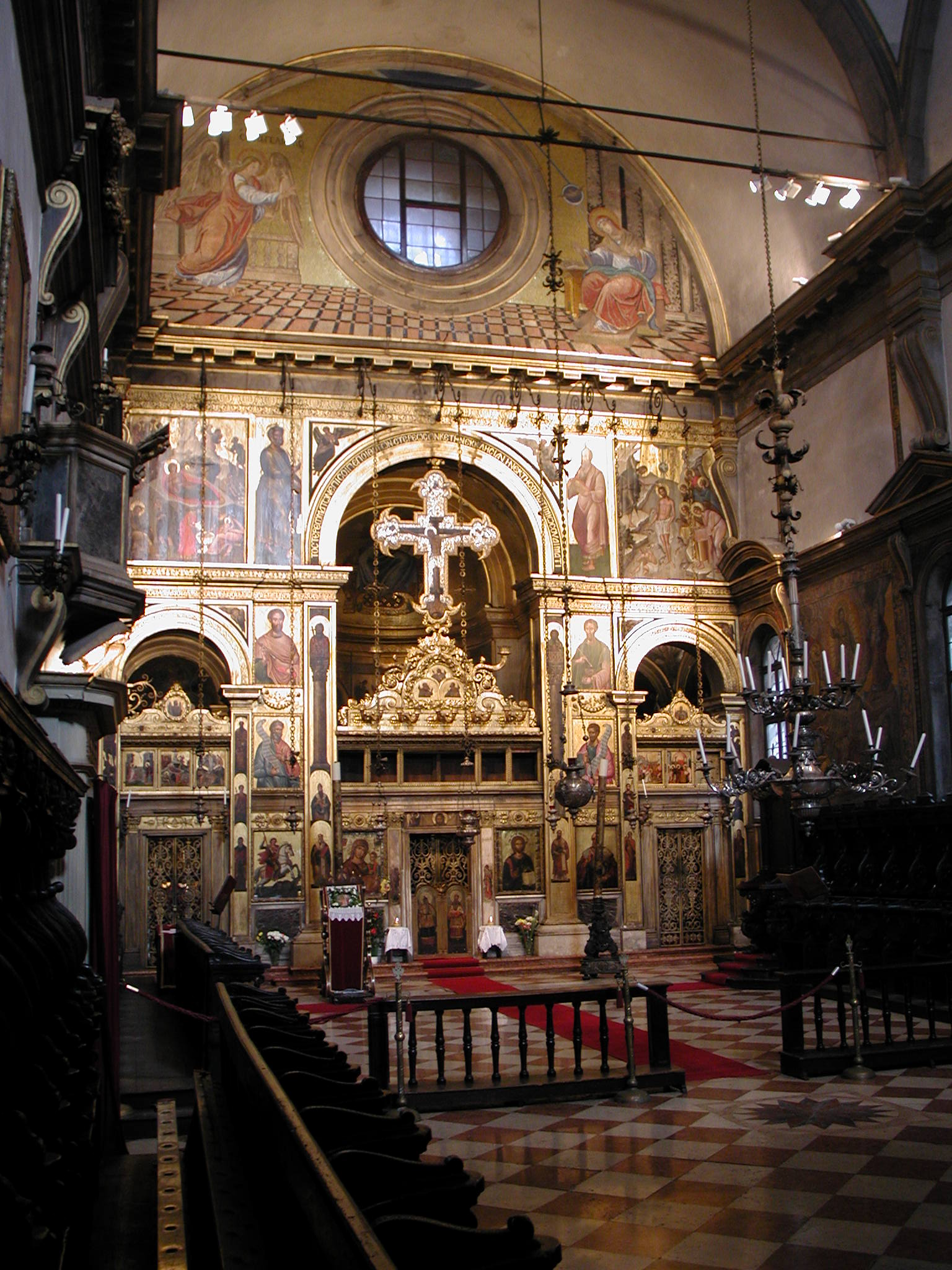
Iconostasi della chiesa di San Giorgio di Venezia

L'iconostasi (εικονοστάσι) è la parete decorata da icone che separa il naos dal presbiterio, lo spazio dedicato ai fedeli da quello riservato alla liturgia, la parte “sensibile” da quella “intellegibile”. Le icone sono generalmente disposte in un ordine gerarchico che interpreta la formula centrale della teologia bizantina.
Il dogma della Trinità si afferma simbolicamente attraverso la tripartizione della struttura architettonica suddivisa in nartece, naos e presbiterio (o bema sacro) – a sua volta tripartito in un'abside centrale e due pastophoria – e nella disposizione iconografica distribuita nei tre registri sopra menzionati. 
L'iconostasi, così come la conosciamo, è il risultato finale, fissatosi in forma canonica, di quel lungo processo evolutivo delle diverse soluzioni architettoniche nelle quali prese forma il divisorio del bema, la cui origine si può far risalire al periodo precristiano, nel Sancta Sanctorum ebraico.
Durante l'epoca paleocristiana il presbiterio era separato dalla navata tramite una barriera bassa (recinto presbiteriale) in marmo oppure da un divisorio alto a schema porticato, sempre in marmo (pergula). Mentre in Occidente prevalsero i divisori del primo tipo, a Bisanzio venne preferito, e infine si impose, quello alto.
La struttura architettonica delle chiese bizantine riflette quella gerarchia dei prototipi divini che regola il sistema delle immagini, basato sui principi che governano l'organizzazione propria della Chiesa ortodossa. La chiesa deve in sostanza prestarsi ad essere il ricettacolo ideale del sistema gerarchico iconografico, e può essere interpretata come immagine: 
- del cosmo, simbolizzando il Cielo, la Terra Santa (ovvero il Paradiso) e il mondo terrestre;
- dei posti santificati da Cristo nella sua vita terrena;
- del ciclo liturgico.

In Italia meritano attenzione le iconostasi delle chiese, alcune ancora legate fermamente ai riti ortodosso-bizantini, di: San Giorgio a Venezia, San Nicola a Trieste, San Nicola a Bari, Santissima Annunziata e Santissima Trinità a Livorno, Sant'Anna ad Ancona, Santa Maria degli Angeli a Barletta, Santi Pietro e Paolo a Napoli, San Nicola dei Greci a Lecce, sia per il loro intrinseco valore storico-artistico, sia perché offrono una panoramica sufficientemente esauriente dell'evoluzione dell'arte post-bizantina, al di fuori del contesto balcanico-orientale, in una viva dialettica con l'arte e la cultura occidentale. Altri casi degni di nota, perché di costruzione moderna su un impianto iconografico antico e in un contesto molto lontano dall'ambiente d'origine o della tradizione orientale, sono l'iconostasi della cappella nella sede dell'associazione Russia cristiana, a Seriate (Bergamo) e le numerose iconostasi nelle chiese delle comunità Albanesi d'Italia stabilitosi in Italia e Sicilia nel XV secolo e professanti il rito bizantino.